# Pascal Affi N’Guessan

Pascal Affi N’Guessan 2008

Pascal Affi N’Guessan (* 1953) war Premierminister der Elfenbeinküste vom 27. Oktober 2000 bis 10. Februar 2003. Er ist derzeit (März 2011) Parteiführer der Front Populaire Ivorien (FPI).
Er wurde von dem Präsidenten Laurent Gbagbo ernannt, zuvor war er Minister für Industrie und Tourismus.
Am 6. Januar 2011 beschlossenen die Vereinigten Staaten Sanktionen gegen
N’Guessan, Gbagbo, dessen Frau Simone und seinen Vertrauten Désiré Asségnini Tagro und Alcide Djédjé. Alle seine Besitztümer wurden eingefroren und Firmen durften keine Geschäfte mit ihm machen.
Im Oktober 2021 kündigt thingee seine Kandidatur für die Präsidentschaftswahl 2025 an.